# Turniej o Brązowy Kask 2007
Turniej o Brązowy Kask 2007 – zawody żużlowe, organizowane przez Polski Związek Motorowy dla zawodników do 19. roku życia. W sezonie 2007 rozegrano dwa turnieje półfinałowe oraz finał, w którym zwyciężył Adam Kajoch.

## Finał
- Gorzów Wielkopolski, 27 września 2007
- Sędzia: Aleksander Janas

| Msc. | Zawodnik             | Klub                  | Pkt   |             |  |
| ---- | -------------------- | --------------------- | ----- | ----------- |  |
| 1    | Adam Kajoch          | Unia Leszno           | 14    | (3,3,2,3,3) |  |
| 2    | Michał Mitko         | RKM Rybnik            | 12 +3 | (3,3,3,1,2) |  |
| 3    | Patryk Pawlaszczyk   | RKM Rybnik            | 12 +2 | (2,2,3,3,2) |  |
| 4    | Adrian Szewczykowski | Stal Gorzów Wlkp.     | 11    | (2,3,1,2,3) |  |
| 5    | Grzegorz Zengota     | ZKŻ Zielona Góra      | 9     | (1,2,3,3,u) |  |
| 6    | Marcin Piekarski     | Włókniarz Częstochowa | 8     | (3,d,1,3,1) |  |
| 7    | Marcel Kajzer        | Kolejarz Rawicz       | 8     | (3,2,2,d,1) |  |
| 8    | Dawid Lampart        | Stal Rzeszów          | 8     | (1,1,2,2,2) |  |
| 9    | Michał Łopaczewski   | Orzeł Łódź            | 6     | (0,1,u,2,3) |  |
| 10   | Emil Idziorek        | KM Ostrów Wlkp.       | 6     | (1,3,1,1,d) |  |
| 11   | Artur Mroczka        | GTŻ Grudziądz         | 6     | (1,2,2,w,1) |  |
| 12   | Bartosz Szymura      | Kolejarz Opole        | 5     | (0,0,3,0,2) |  |
| 13   | Maciej Janowski      | WTS Wrocław           | 5     | (2,1,u,2,0) |  |
| 14   | Rafał Fleger         | RKM Rybnik            | 4     | (0,0,0,1,3) |  |
| 15   | Maciej Piaszczyński  | PSŻ Poznań            | 2     | (2,w,d,0,–) |  |
| 16   | Paweł Ratajszczak    | Unia Leszno           | 2     | (0,1,0,0,1) |  |